# Hermann Keßler (Politiker, 1866)
Hermann Keßler (* 2. Mai 1866 in Ostheim vor der Rhön; † 18. April 1951 in Meiningen) war Jurist und Oberbürgermeister der Städte Meiningen und Sonneberg.
Nach seiner Kindheit in Ostheim v. d. Rhön absolvierte Hermann Keßler in Weimar das Abitur. Anschließend studierte er Rechtswissenschaft an den Universitäten in Jena, Berlin und München. Während seines Studiums wurde er 1885 Mitglied der Burschenschaft Germania Jena. Sein Studium schloss er 1893 mit einem Assessorexamen ab. 1894 ließ sich Hermann Keßler als Rechtsanwalt und Notar in Sonneberg nieder. Dort ernannte man ihn 1909 zum Oberbürgermeister.
Von 1916 bis 1933 war Hermann Keßler Oberbürgermeister der Stadt Meiningen. Gleich nach seinem Amtsantritt förderte er das Anlegen der ersten Schrebergärten in der Stadt und setzte sich 1918 für die Erhaltung des Ensembles am Meininger Theater ein, das durch die Folgen des Ersten Weltkrieges gefährdet war. Nach der Novemberrevolution wurde er vom Meininger Arbeiter- und Soldatenrat zum Rücktritt aufgefordert. Mit der Unterstützung von Reichswehrminister Gustav Noske konnte er aber seine Stellung als Oberbürgermeister behaupten.
Hermann Keßler veranlasste die Zusammenführung der privaten Töchterschulen in Meiningen und setzte sich für die Stationierung von Reichswehrtruppen in die Meininger Kasernen ein, die nach der Auflösung des 2. Thüringischen Infanterie-Regiments Nr. 32 im Dezember 1918 leer standen. Große Verdienste machte er sich um die Eröffnung des Meininger Flugplatzes 1927 und die Errichtung von mehreren neuen Stadtrandsiedlungen ab 1932. Hermann Kessler war langjähriger Vorsitzender des Thüringer Städteverbundes und Mitglied des Deutschen Städtetages.
→ Siehe auch:
- Liste der Bürgermeister von Meiningen